# Plac Tiele-Wincklerów w Katowicach
Plac Tiele-Wincklerów w Katowicach (niem. Tiele-Winkler Platz, Tiele-Winckler Platz, Thiele-Winckler Platz) − nieistniejący plac, który znajdował się w katowickim Śródmieściu, pomiędzy budynkiem obecnego III LO im. A. Mickiewicza a dawną Synagogą Wielką.

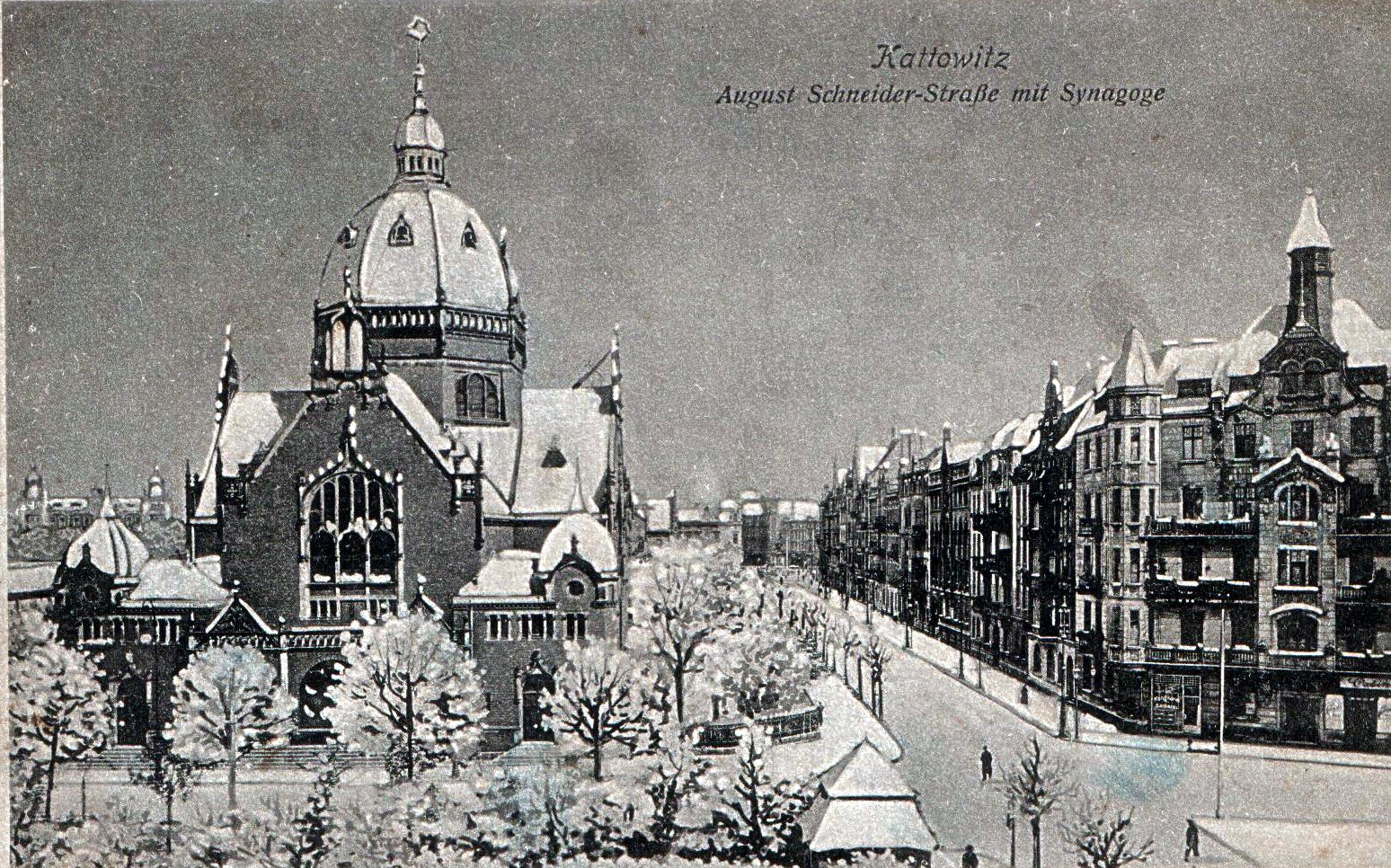
Plac znajdował się między gimnazjum a Synagogą Wielką (na pocztówce)

Plac powstał w drugiej połowie XIX wieku. Jego nazwa pochodziła od nazwiska rodziny właścicieli dóbr katowickich − Tiele-Wincklerów. Zlokalizowany był pomiędzy Uferstraße, później August-Schneiderstraße (obecnie ul. A. Mickiewicza) a Kurfürstenstraße (obecnie ul. ks. Piotra Skargi), obok budynku Städtisches Gymnasium zu Kattowitz (obecnie III LO im. A. Mickiewicza) i gmachu Synagogi Wielkiej, w pobliżu stawu hutniczego. Plac został zaznaczony na mapie Katowic z 1903. Odchodzą od niego August-Schneiderstraße, Teichstraße (obecnie ul. Stawowa) i Meisterstraße (obecnie ul. F. Chopina). Po I wojnie światowej plac pozostał bez nazwy.
Obecnie plac to przedłużenie ulicy Stawowej pomiędzy ul. A. Mickiewicza i ul. ks. Piotra Skargi, przy którym znajdują się przystanki autobusowe. Na zachód od niego zlokalizowany jest plac Synagogi − do 1939 istniała tu Synagoga Wielka.